# عقلة (اسم)
عقلة هو اسم علم مذكر من أصل عربي، ومعناه هو ما يعقل به من حبل أو غيره كالقيد.

## وصلات خارجية
- موسوعة السلطان قابوس لأسماء العرب نسخة محفوظة 5 أبريل 2019 على موقع واي باك مشين.